# Julijske Alpe
Julijske Alpe este o arie protejată (arie specială de conservare — SAC, sit de importanță comunitară — SCI) din Slovenia întinsă pe o suprafață de 74.085,58 ha, integral pe uscat.

## Localizare
Centrul sitului Julijske Alpe este situat la coordonatele 46°20′56″N 13°44′47″E / 46.3488°N 13.7463°E.

## Înființare
Situl Julijske Alpe a fost declarat sit de importanță comunitară în aprilie 2004 pentru a proteja 8 specii de plante și 15 specii de animale. Situl a fost protejat și ca arie specială de conservare în februarie 2012.

## Biodiversitate
Situată în ecoregiunea alpină, aria protejată conține 26 de habitate naturale: Ape puternic oligomezotrofe cu vegetație bentonică cu Chara spp., Râuri de munte și vegetația erbacee de pe malurile acestora, Râuri de munte și vegetația lor lemnoasă cu Myricaria germanica, Râuri de munte și vegetația lor lemnoasă cu Salix elaeagnos, Pajiști alpine și boreale, Tufărișuri cu Pinus mugo și Rhododendron hirsutum (Mugo-Rhododendretum hirsuti), Pajiști carstice calcaroase sau bazofile, de Alysso-Sedion albi, Pajiști boreale și alpine pe substrat silicios, Pajiști alpine și subalpine calcaroase, Pajiști uscate seminaturale și facies de acoperire cu tufișuri pe substraturi calcaroase (Festuco-Brometalia) (* situri importante pentru orhidee), Formațiuni ierboase bogate în specii de Nardus, dezvoltate pe substraturi silicioase în zone montane (și în zone submontane, în Europa continentală), Liziere de ierburi înalte hidrofile de câmpie și de nivel montan până la alpin, Fânețe de joasă altitudine (Alopecurus pratensis, Sanguisorba officinalis), Fânețe montane, Mlaștini turboase de tranziție și turbării mișcătoare, Grohotișuri calcaroase și de șisturi calcaroase de la nivelul montan până la nivelul alpin (Thlaspietea rotundifolii), Grohotișuri medio-europene calcaroase, de la nivel colinar și montan, Pante stâncoase calcaroase cu vegetație casmofită, Pante stâncoase silicioase cu vegetație casmofită, Lespezi calcaroase, Peșteri inaccesibile publicului, Ghețari permanenți, Păduri aluvionare cu Alnus glutinosa și Fraxinus excelsior (Alno-Padion, Alnion incanae, Salicion albae), Păduri ilirice de Fagus sylvatica (Aremonio-Fagion), Păduri acidofile de Picea de la nivel montan la nivel alpin (Vaccinio-Piceetea), Păduri de pin (sub-) mediteraneene cu pini negri endemici.
La baza desemnării sitului se află mai multe specii protejate:
- plante (8): Aquilegia bertolonii, Botrychium simplex, Campanula zoysii, papucul doamnei (Cypripedium calceolus), mușchi (Dicranum viride), Eryngium alpinum, Gladiolus palustris, Moehringia villosa
- amfibieni (2): izvoraș-cu-burta-galbenă (Bombina variegata), Triturus carnifex
- mamifere (3): liliac cârn (Barbastella barbastellus), râs eurasiatic (Lynx lynx), urs brun (Ursus arctos)
- nevertebrate (8): Austropotamobius torrentium, erebia calcarius (Erebia calcaria), fluturele auriu (Euphydryas aurinia), rădașcă (Lucanus cervus), croitorul cenușiu al stejarului (Morimus funereus), Osmoderma eremita, Rosalia alpina, Stephanopachys substriatus
- pești (2): zglăvoacă (Cottus gobio), Salmo marmoratus